# タミ

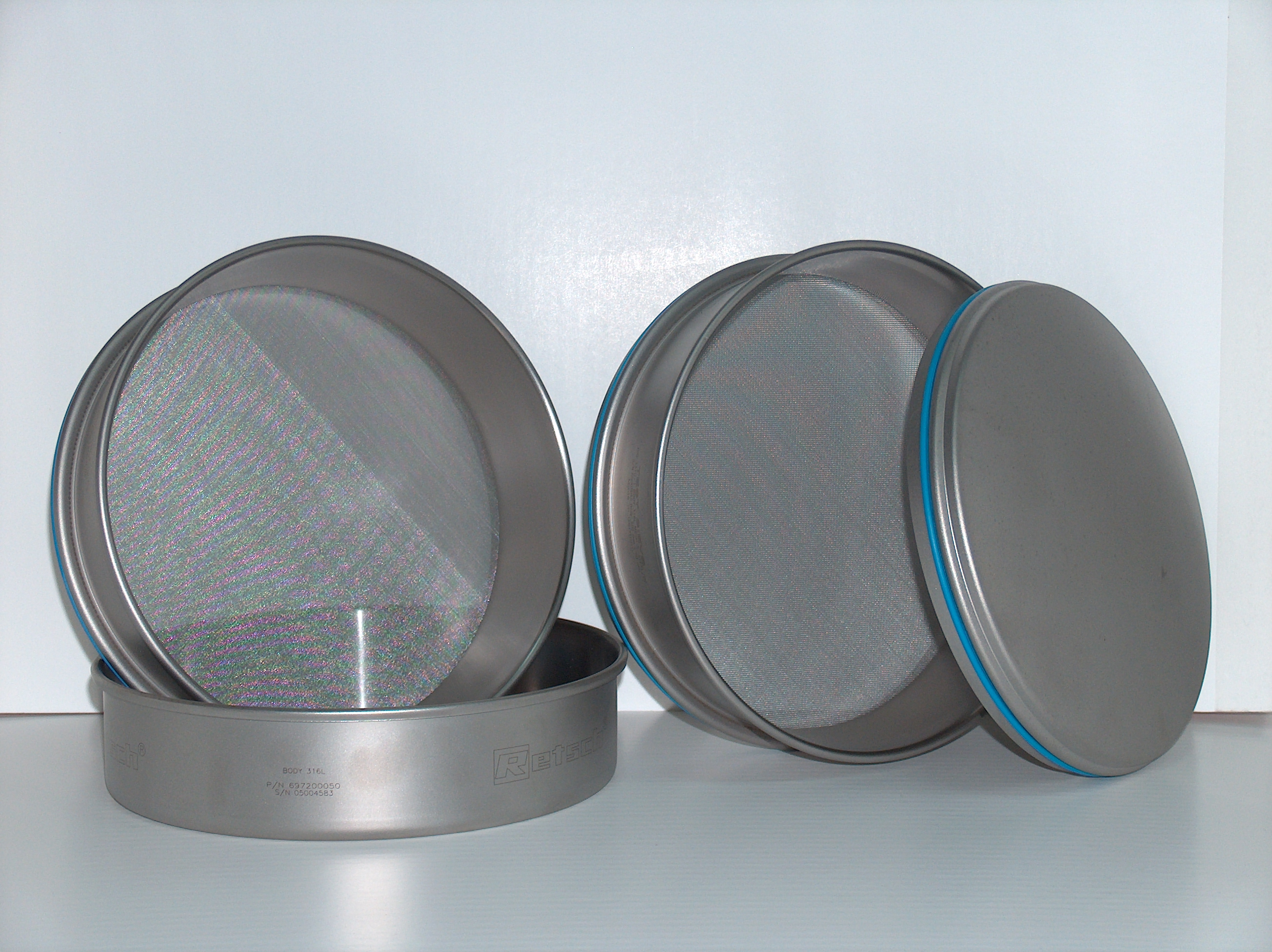
金属製のタミ

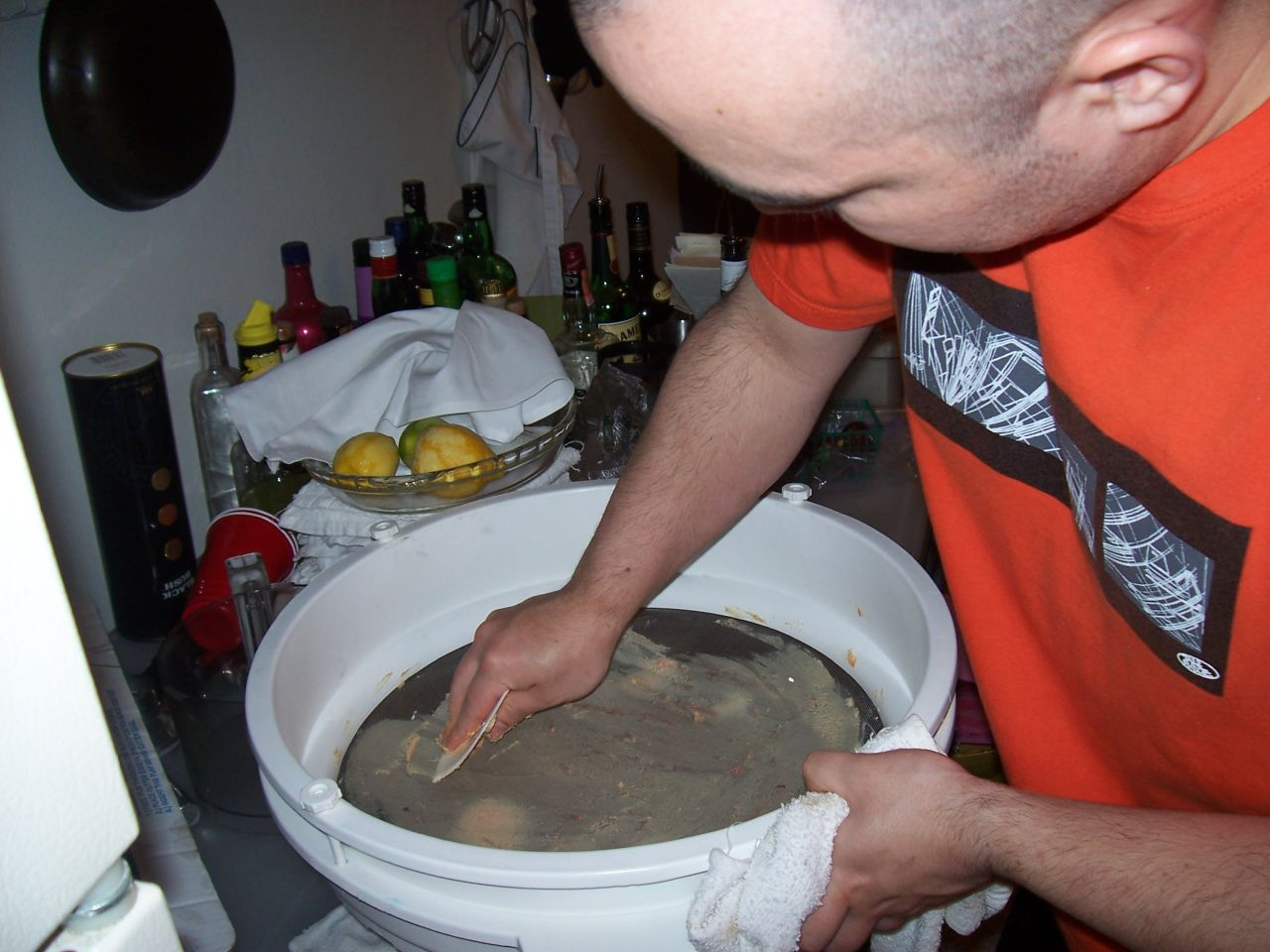
スクレイパーを用いてタミで材料を濾す男性

タミ(Tamis)は、スネアドラムに似た形で、篩、グレーター、フードミルの役割を果たす調理器具である。インドではchalniと呼ばれる。タミは金属製または木製で円筒形の縁と、金属、ナイロン、または馬毛製の目の細かいメッシュから構成される。用いる際には、ボウル等の上にセットし、メッシュの中央に素材を乗せ、スクレイパーまたは乳棒でメッシュ側に押し出す。タミは、中世の時代から用いられてきた。